# Exponeringsmätare

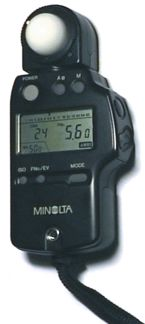
Exponeringsmätare från Minolta med diffusor för mätning från motiv mot kameran.

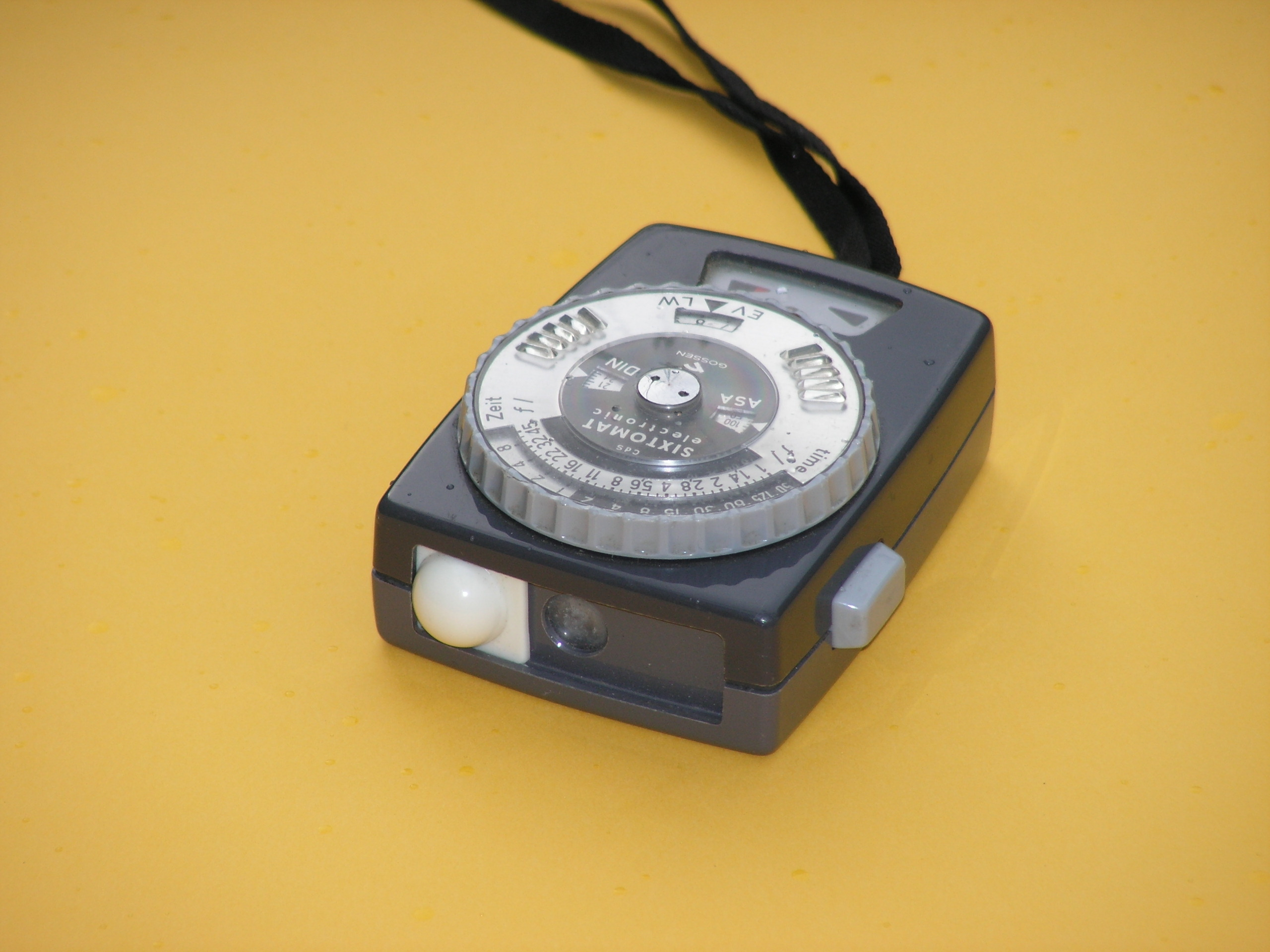
Exponeringsmätare typ CdS; Gossen Sixtomat inställd för mätning mot motivet (den vita diffusorhalvgloben undanskjuten från strålgången).

En exponeringsmätare är ett mätinstrument som mäter ljusintensitet. Den används vid all form av fotografering och visar hur mycket ljus som finns tillgängligt för att avbilda objektet (motivet). De flesta fotografiska objekt är inte självlysande utan kan avbildas endast genom att de reflekterar ljus från någon ljuskälla, till exempel solen eller en lampa. För att avgöra om objektet är tillräckligt ljust för att kunna registreras, kan man mäta det reflekterade ljus som kommer in i kameran när denna är positionerad för fotografering.
Eftersom motiv sällan är jämngrå, kan det vara viktigt att ta hänsyn till hur mycket ljus som kommer från en viss del av motivet. I mer avancerade sammanhang kan man då ha glädje av en spotmätare, det vill säga en exponeringsmätare som kan mäta det reflekterade ljuset från en liten, begränsad del av motivet.
Ett alternativ till att mäta reflekterat ljus är att mäta det ljus som faller på objektet från ljuskällan, infallande ljus. I princip placerar man då exponeringsmätaren på objektets plats, riktad mot kameran, vilket förutsätter att man har tillgång till en lös exponeringsmätare. På exponeringsmätaren brukar det finnas en diffusor som skjuts över sensorn.
Diffusorn vidgar mätvinkeln till ca 180 grader infallande ljus mot kameran. Man kan också simulera en mätning av infallande ljus genom att mäta reflekterat ljus från ett standardiserat objekt med känd, vanligen 18 %, reflexion i neutralgrå färg s.k. gråkort.
Ansel Adams har utvecklat ett system, det s.k. zonsystemet, där man indelar motivets exponeringomfång i 11 zoner eller nivåer. Zon noll är absolut svart och zon elva är absolut vitt. Zon 5 motsvarar en medelgrå nyans. Denna metod lämpar sig bäst för spotmätare och används vid fotografering med storformatskamera där en felexponering med bladfilm är kostsam. Zonsystemet gör sig bäst med svartvit bladfilm vars framkallningstid kan styras efter motivets kontrast.
Exponeringsmätare kan ange mätvärdet i form av rekommenderade inställningar av slutartid och bländare. I kameror för vardagligt bruk styr en inbyggd exponeringsmätare oftast kamerans exponeringsinställningar mer eller mindre automatiskt. Kamerorna har numera ofta olika motivprogram. Tyvärr finns det motiv som den inbyggda exponeringsmätaren har svårt att klara av, vad som är önskad exponering är dessutom subjektivt. Ett sånt motiv är snölandskap som i de flesta fall blir underexponerat. Ett annat fall är en detaljstudie av ett svart ånglok som generellt brukar bli överexponerat. Exponeringsmätaren ger ett medelvärde för scenen (18 %), och bländaren (eller slutartiden) får därför justeras efter önskad effekt om motivet önskas ljusare eller mörkare än medelgrått.

## Typer av mätare (efter funktionsprincip)
De första exponeringsmätarna var försedda med selencell såsom ljuskänslig enhet men ersattes senare av CdS-mätare, baserade på kadmiumsulfid, och idag är de baserade på kiselceller som har tagit över all exponeringsmätning i kameror och lösa mätare.
En intressant detalj med selencellen är att när den utsattes för ljus gav den fotoelektrisk energi (elström) på samma sätt som vissa av dagens solpaneler. Därför behövdes inget batteri i en selencellmätare. Nackdelen var dock att de förändrades med åldern och måste kalibreras om. Likaså fungerade de sämre i svagt ljus, än senare typer.